# Demian Kappenstein

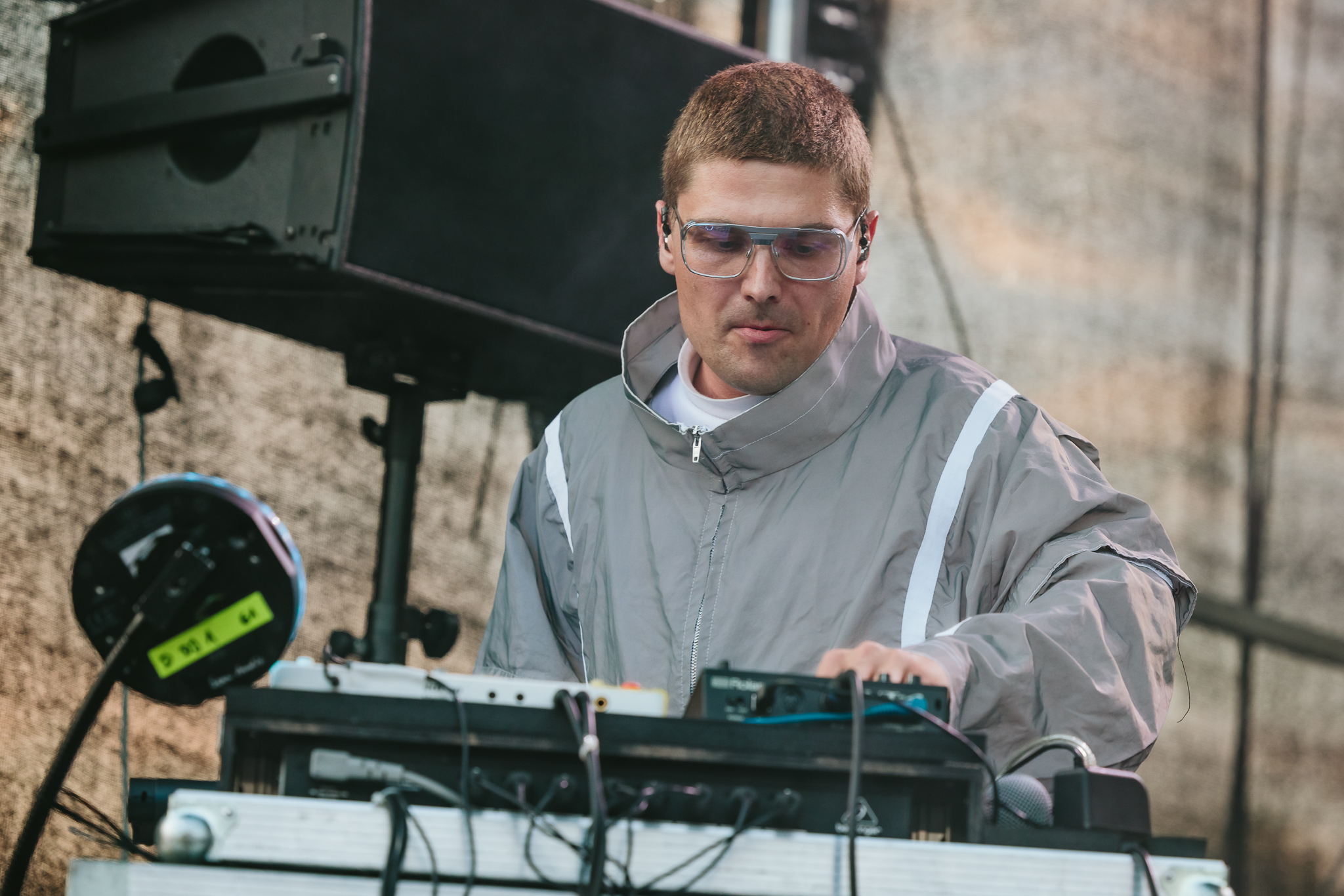
Demian Kappenstein (2022)

Demian Kappenstein (* 1983 in Rheinbach) ist ein deutscher Jazz- und Popmusiker (Schlagzeug, Komposition).

## Leben und Wirken
Kappenstein, der in Euskirchen aufwuchs, studierte zwischen 2004 und 2009 an der Hochschule für Musik Carl Maria von Weber Dresden Jazzschlagzeug, Improvisation und zeitgenössische Musik bei Günter Baby Sommer und Michael Griener. Von 2009 bis 2011 war er Meisterschüler bei Eric Schaefer.
Kappenstein spielt seit 2007 im Trio des Feature Ring, das Künstler bei ihrem Auftritt im Europäischen Zentrum der Künste Hellerau begleitet. Mit Lutz Streun sowie Matthias und Jan F. Kurth bildete er das Quartett Lautstark!4, das international tourte (Jazzwelten Dresden, Boskovice/Tschechien, Fête de la Musique Paris) und 2008 das Album Autark vorlegte. Gemeinsam mit Ramesh Shotham formten sie das Quintett Mahaphon Clang, das 2015 auf Indientournee 2015 war. Seit 2007 war er Mitglied der Folkband ULMAN.
Kappenstein arbeitete weiterhin mit Musikern wie Giora Feidman (The Giora Feidmann Jazz X-Perience), Markus Stockhausen, Rolf Kühn, Kurt Rosenwinkel, Arve Henriksen, Louis Sclavis, Céline Rudolph, Robyn Schulkowsky, Miss Platnum, René Bornstein, Olicía und Matthias Vogt (Pianissimo). In seinen Konzerten für Soloschlagzeug kombiniert er akustische und elektronische Musik mit Bildern.
Seit 2012 ist Kappenstein Mitglied der Welt-Jazz-Band Masaa um Rabih Lahoud, die bis 2021 fünf Alben veröffentlichte. Mit Lutz Streun komponierte und produzierte er seit 2013 Theatermusiken, etwa zu den Theaterstücken Moby Dick und Das singende, klingende Bäumchen am neuen theater Halle und Peter Pan in Esslingen.   2015 präsentierte er im Duo mit Vincent von Schlippenbach das mit Marc Bangert entwickelte unsichtbare Schlagzeug-invisible drums im Deutschen Bundestag. Mit Inéz Schaefer bildete er das Duo Ätna, das 2021 auch mit der NDR Bigband auftrat und sich mit seinem zweiten Album Push Life (2022) in den Charts platzierte.

## Preise und Auszeichnungen
2012 gewann Kappenstein mit der Band Masaa den Bremer Jazzpreis, 2013 den Publikumspreis beim Creole-Festival, 2015 den Förder-Ruth-Weltmusikpreis und 2017 den Preis der deutschen Schallplattenkritik. 2021 erhielt er mit Masaa den Deutschen Jazzpreis. Mit dem Duo Ätna erhielt er 2018 den Music Match Award und 2020 den Anchor Award.

## Diskografie (Auswahl)
- Lautstark 4 Autark (JazzHausMusik 2008, mit Lutz Streun, Matthias und Jan F. Kurth)
- Ring Ensemble (enja 2010)
- Demian Kappenstein + DJ Illvibe Christopher Rumble God's Command (jazzwerkstatt 2012)
- Weit (Jazzsick 2015, solo)
- Mahaphon Clang Mela Thing (morgenland/Jazzwerkstatt 2016, mit Matthias und Jan F. Kurth, Ramesh Shotham)
- Masaa: Irade (Traumton 2020)
- Ätna: Push Life (Humming 2022)